# 道冰原島峰
75°1′S 136°14′W / 75.017°S 136.233°W
道冰原島峰（英語：Dow Nunatak）是南極洲的冰原島峰，位於瑪麗伯德地，處於辛哈山西北面6公里。美國地質調查局根據測量及美國海軍所攝的空中照片將其繪入地圖。道冰原島峰現時由南極條約體系管理。